# Pontocythere jefferiesensis
Pontocythere jefferiesensis är en kräftdjursart som beskrevs av Brouwers 1990. Pontocythere jefferiesensis ingår i släktet Pontocythere och familjen Cushmanideidae. Inga underarter finns listade i Catalogue of Life.